# Nycticeius cubanus
Nycticeius cubanus és una espècie de ratpenat de la família dels vespertiliònids, endèmica de l'oest de Cuba. Es tracta d'una espècie petita, fins i tot més petita que el seu congènere Nycticeius humeralis. És una espècie insectívora, encara que és poc el que es coneix del seu comportament i la seva dieta.